# Ishøj község
Ishøj község (dánul: Ishøj Kommune) Dánia 98 községének (kommune, helyi önkormányzattal rendelkező közigazgatási egység) egyike. Részben Nagy-Koppenhága része.
A 2007. január 1-jén életbe lépő közigazgatási reform nem érintette, de bizonyos kérdésekben együtt kell működnie a szomszédos Vallensbæk községgel.

## Települések
Települések és népességük:

Koppenhága és a környező községek

- Ishøj (18898 - Nagy-Koppenhága része)
- Ishøj Landsby (638)
- Torslunde (231)
- Vestervang (393)